# 上海世貿商城
上海世貿商城簡稱世貿商城，是位於中華人民共和國上海市長寧區虹橋經濟技術開發區延安西路和虹桥路交叉口的一個展館和辦公場所，建築面積超過28萬平方米。上海世貿商城分為三部分，分別為常年展貿中心、短期展館和塔樓。其中塔樓高30層，用於辦公。

## 歷史
上海世貿商城於1993年開始開建，1999年10月21日竣工。設計方和投資方分別為華東建築設計研究院和虹橋經濟技術開發區聯合發展有限公司。2014年9月起，上海世貿商城由上海实业城市开发集团有限公司与南丰集团接手。

## 外部連結
- 官方网站